# Бетцендорф
Бетцендорф (нім. Beetzendorf) — громада в Німеччині, розташована в землі Саксонія-Ангальт. Входить до складу району Зальцведель. Центр  об'єднання громад Бетцендорф-Дісдорф.
Площа — 97,97 км2. Населення становить 3083 ос. (станом на 31 грудня 2021).

## Галерея

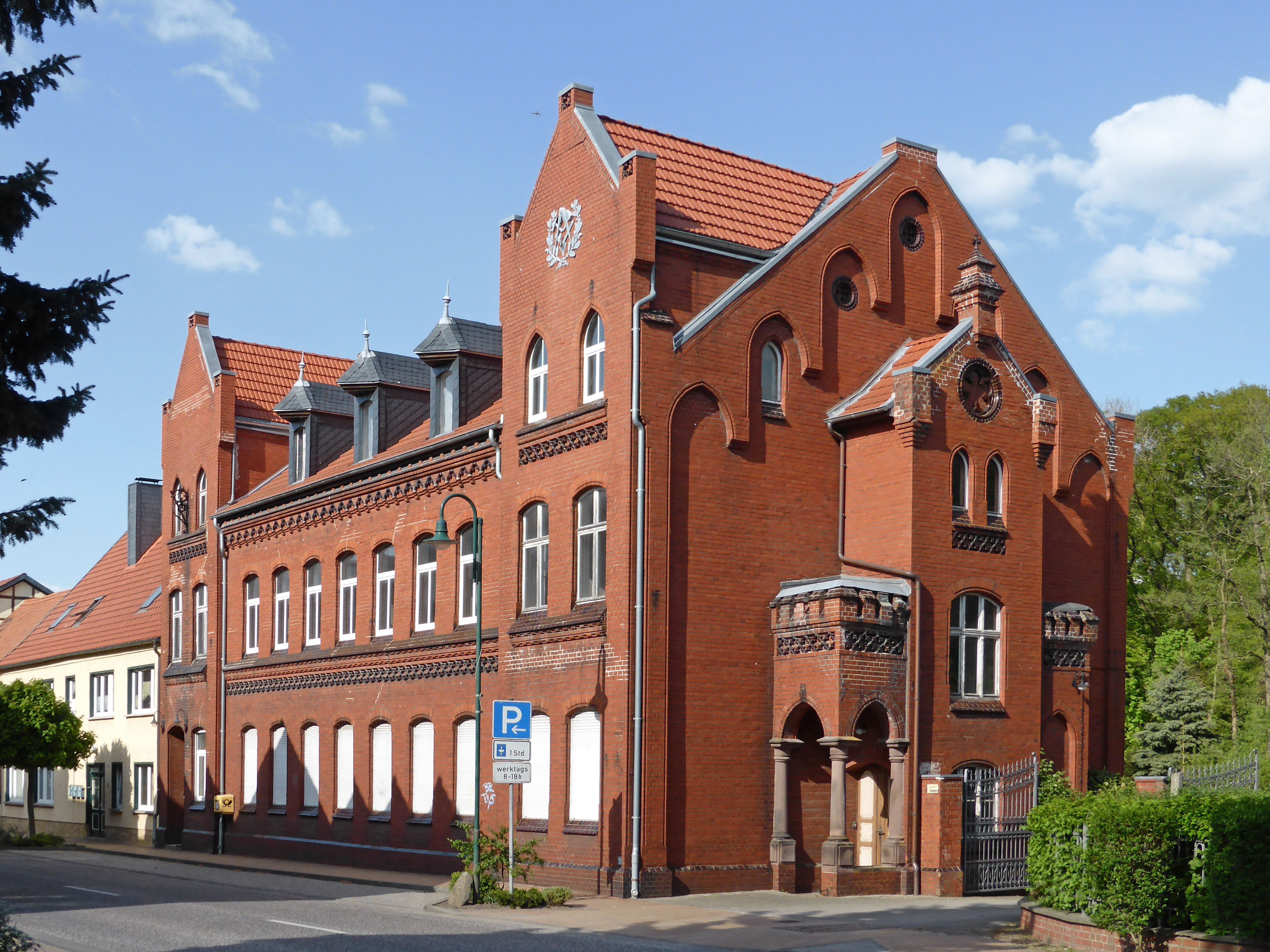
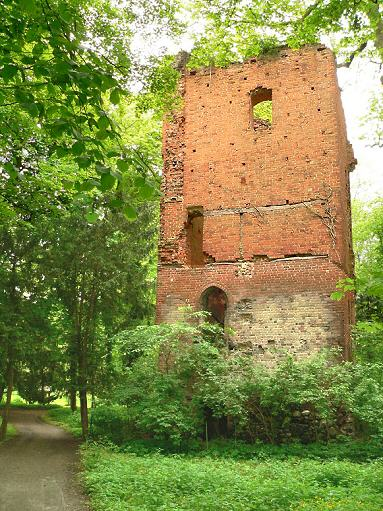
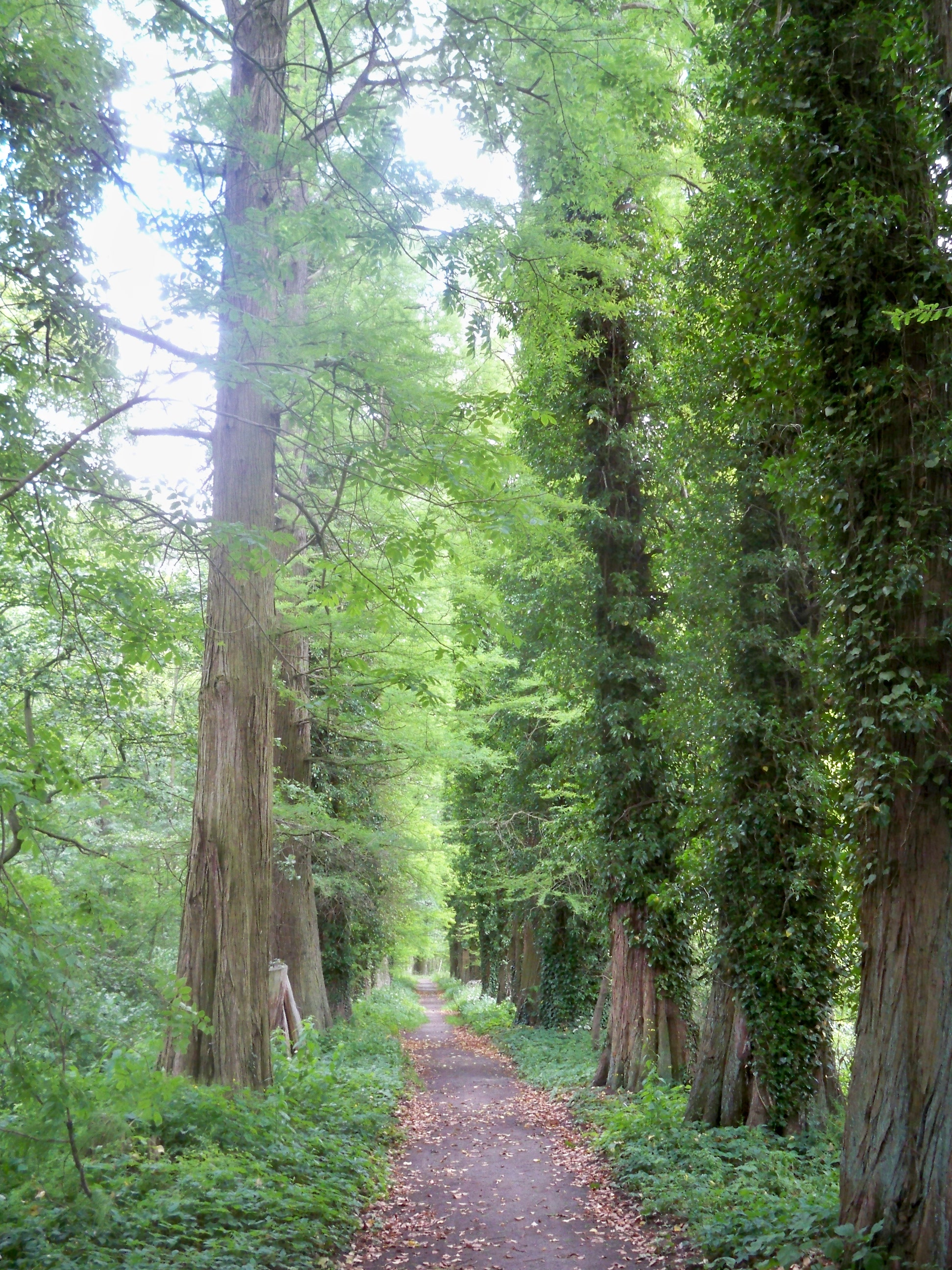